# Чарноцин (Білобжезький повіт)
Чарноцин (пол. Czarnocin) — село в Польщі, у гміні Радзанув Білобжезького повіту Мазовецького воєводства.
Населення — 299 осіб (2011).
У 1975—1998 роках село належало до Радомського воєводства.

## Демографія
Демографічна структура станом на 31 березня 2011 року:
|          | Загалом | Допрацездатний вік | Працездатний вік | Постпрацездатний вік |
| -------- | ------- | ------------------ | ---------------- | -------------------- |
| Чоловіки | 145     | 27                 | 104              | 14                   |
| Жінки    | 154     | 39                 | 86               | 29                   |
| Разом    | 299     | 66                 | 190              | 43                   |